# Contarinia ziziphorae
Contarinia ziziphorae är en tvåvingeart som beskrevs av Fedotova 1998. Contarinia ziziphorae ingår i släktet Contarinia och familjen gallmyggor. Inga underarter finns listade i Catalogue of Life.